# Dysalotosaurus
Dysalotosaurus ('onvangbare hagedis') is een geslacht van plantenetende iguanodontische dinosauriërs dat tijdens het late Jura leefde in het gebied van het huidige Tanzania. Het was een lid van de Dryosauridae.

## Vondst en naamgeving
Fossielen van Dysalotosaurus werden tijdens de grote Duitse expedities naar Duits Oost-Afrika gevonden bij Kindope in groeve "lg", in de Mittlere Dinosauriermergel uit het late Kimmeridgien van de Tendaguruformatie. Het geslacht werd in 1919 benoemd door Hans Virchow, die het materiaal echter niet nauwkeurig bestudeerde. De typesoort is Dysalotosaurus lettowvorbecki. De soortaanduiding eert Paul von Lettow-Vorbeck, de generaal die tijdens de Eerste Wereldoorlog de Duitse kolonie langdurig verdedigde tegen een Britse overmacht en daarom in Duitse ogen een oorlogsheld was. Ook de geslachtsnaam, van het Oudgriekse δυς-άλωτος, dys-alootos, "moeilijk te vangen", verwijst naar de generaal die aan het eind van de oorlog nog steeds niet in Britse handen gevallen was. Daarnaast is de naam toepasselijk wegens de snelle bouw van de kleine tweevoeter.
Iets later begon Josef Felix Pompeckj, die overigens ook de soortnaam verzonnen had, de fossielen echt te bestuderen. Hoewel hij in 1920 sommige resultaten daarvan meldde, stierf hij in 1930 zonder het werk voltooid te hebben. Des te onfortuinlijker was het dat het merendeel der fossielen in de Tweede Wereldoorlog door bombardementen vernietigd werd. Pas in 1955 gaf Werner Janensch een eerste gedetailleerde beschrijving van de restanten, daarbij ook gebruikmakend van foto's van de verloren gegane botten. In 1977 echter, werd het geslacht door Peter Malcolm Galton gelijkgesteld aan Dryosaurus, als een Dryosaurus lettowvorbecki. Het kreeg daarna weinig aandacht, ook omdat de meeste Engelstalige geleerden geen Duits kenden, hoewel het meegenomen werd in Galtons beschrijvingen van Dryosaurus uit 1981 en 1983. Sinds 2010 wordt door het werk van Tom Hübner, die het materiaal met modernere methoden onderzoekt, begrepen dat het om een duidelijk te onderscheiden vorm gaat.
Virchow wees geen holotype aan; de oorspronkelijke fossielen zijn daarmee de syntypen. Het ging om 14.000 specimina in de vorm van losse beenderen en wat meer in verband liggende skeletten die minstens een honderdtal individuen vertegenwoordigden. De botten waren afgezet in twee nabijgelegen beenderbedden, waarin voornamelijk resten van Dysalotosaurus gevonden werden. Uit andere vindplaatsen van de Tendaguru is de soort niet bekend. Hübner meende in 2012, in navolging van Janensch, dat alle dieren tot één enkele kudde behoorden die door een springvloed in een rivierbed verrast werden en gelijktijdig verdronken. Een volgende springvloed zou het hiaat tussen de beenderlagen veroorzaakt hebben. Dit scenario is echter moeilijk te bewijzen. In 2021 meende Hübner dat er sprake zou zijn geweest van twee kudden die na elkaar verdronken in twee catastrofes. Onder de gevonden exemplaren waren jonge maar ook jongvolwassen dieren. Echte oude dieren zaten er echter niet tussen. Ondanks de oorlogsschade is het hele skelet bekend. In 1983 koos Galton schedel dyA als het neotype.

## Beschrijving

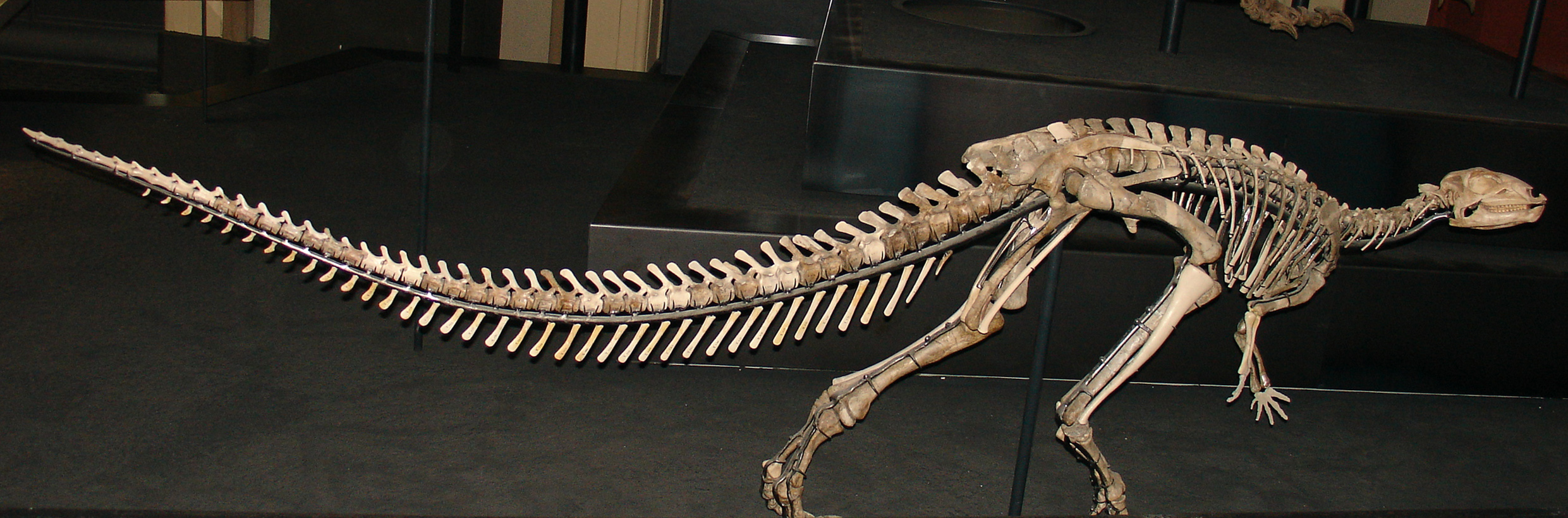
Skeletmodel van een dysalotosaurus

Dysalotosaurus is wat kleiner dan Dryosaurus altus. Gregory S. Paul schatte in 2010 de lengte op tweeënhalve meter, het gewicht op tachtig kilogram.

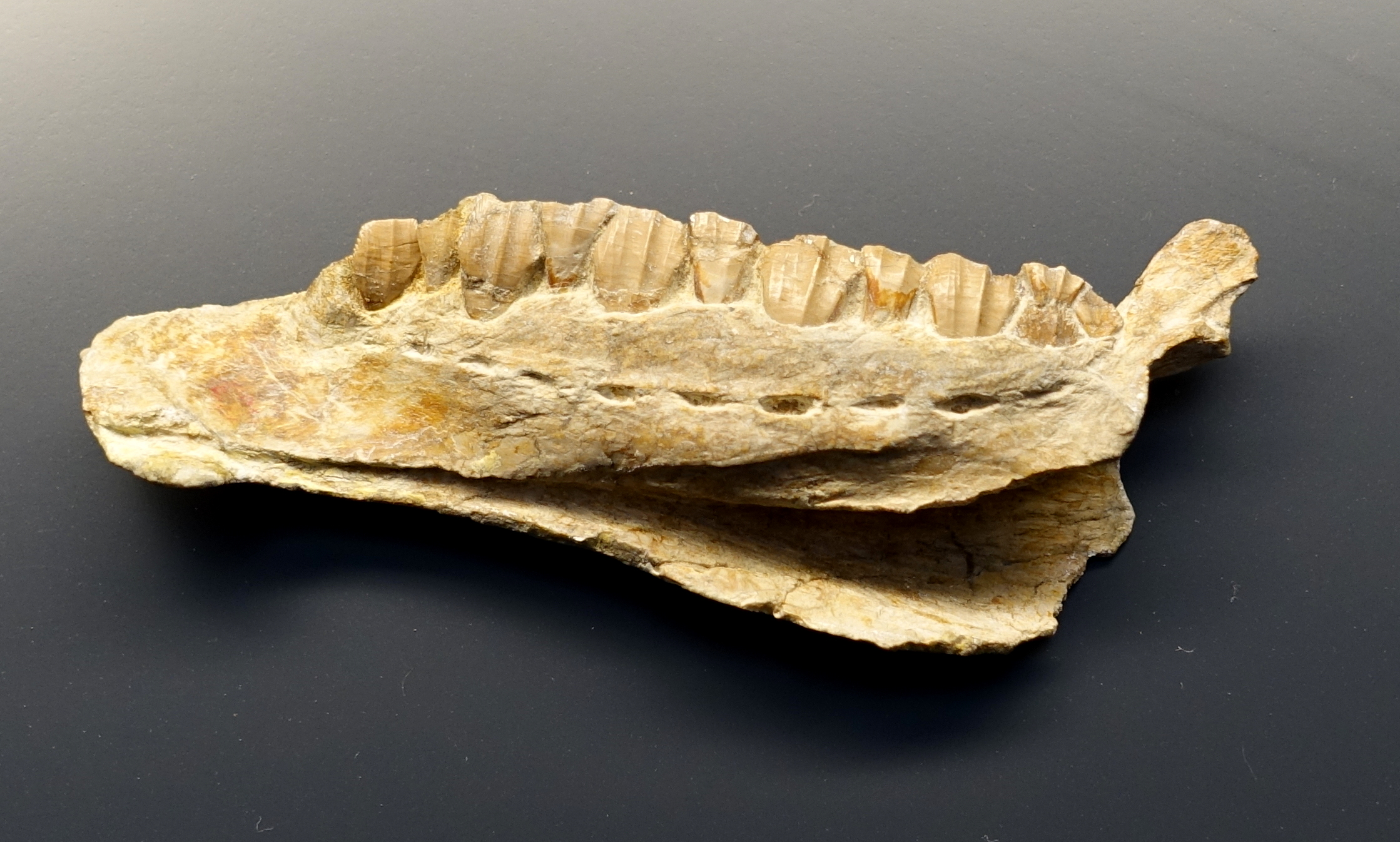
Een voorste onderkaak

Verder gelijken beide vormen sterk op elkaar. Opvallende verschillen zijn het kortere palpebrale ofwel wenkbrauwbot van Dysalotosaurus en de duidelijk langere voorpoten. Mogelijkerwijs liep Dysalotosaurus vaker op vier poten. Een mogelijke autapomorfie van Dysalotosaurus is de aanwezigheid van een kleine condyle op de bovenste voorrand van het surangulare van de onderkaak, die afwezig is bij alle bekende verwanten.
In 2012 concludeerde een studie naar de hersenpan dat uit de positie van de halfcirkelvormige kanalen bleek dat het dier typisch de neus 17° in de lucht stak; bij de meeste dieren is de "neutrale" positie met de snuit naar beneden.

## Fylogenie
Dysalotosaurus wordt tegenwoordig in de Dryosauridae geplaatst.
Een mogelijke positie in de stamboom toon het volgende kladogram.
|  | Muttaburrasaurus |
|  |                  |
|  | Rhabdodon        |
|  |                  |
|  | Zalmoxes         |
|  |                  |

|  | Dysalotosaurus                                                |
|  |                                                               |
|  | \| \| Valdosaurus \| \| \| \| \| \| Elrhazosaurus \| \| \| \| |
|  |                                                               |
|  | Valdosaurus                                                   |
|  |                                                               |
|  | Elrhazosaurus                                                 |
|  |                                                               |

|  | Valdosaurus   |
|  |               |
|  | Elrhazosaurus |
|  |               |

|  | Dysalotosaurus                                                |
|  |                                                               |
|  | \| \| Valdosaurus \| \| \| \| \| \| Elrhazosaurus \| \| \| \| |
|  |                                                               |
|  | Valdosaurus                                                   |
|  |                                                               |
|  | Elrhazosaurus                                                 |
|  |                                                               |

|  | Valdosaurus   |
|  |               |
|  | Elrhazosaurus |
|  |               |

|  | Dysalotosaurus                                                |
|  |                                                               |
|  | \| \| Valdosaurus \| \| \| \| \| \| Elrhazosaurus \| \| \| \| |
|  |                                                               |
|  | Valdosaurus                                                   |
|  |                                                               |
|  | Elrhazosaurus                                                 |
|  |                                                               |

|  | Valdosaurus   |
|  |               |
|  | Elrhazosaurus |
|  |               |

|  | Dysalotosaurus                                                |
|  |                                                               |
|  | \| \| Valdosaurus \| \| \| \| \| \| Elrhazosaurus \| \| \| \| |
|  |                                                               |
|  | Valdosaurus                                                   |
|  |                                                               |
|  | Elrhazosaurus                                                 |
|  |                                                               |

|  | Valdosaurus   |
|  |               |
|  | Elrhazosaurus |
|  |               |

|  | Dysalotosaurus                                                |
|  |                                                               |
|  | \| \| Valdosaurus \| \| \| \| \| \| Elrhazosaurus \| \| \| \| |
|  |                                                               |
|  | Valdosaurus                                                   |
|  |                                                               |
|  | Elrhazosaurus                                                 |
|  |                                                               |

|  | Valdosaurus   |
|  |               |
|  | Elrhazosaurus |
|  |               |

|  | Dysalotosaurus                                                |
|  |                                                               |
|  | \| \| Valdosaurus \| \| \| \| \| \| Elrhazosaurus \| \| \| \| |
|  |                                                               |
|  | Valdosaurus                                                   |
|  |                                                               |
|  | Elrhazosaurus                                                 |
|  |                                                               |

|  | Valdosaurus   |
|  |               |
|  | Elrhazosaurus |
|  |               |

|  | Dysalotosaurus                                                |
|  |                                                               |
|  | \| \| Valdosaurus \| \| \| \| \| \| Elrhazosaurus \| \| \| \| |
|  |                                                               |
|  | Valdosaurus                                                   |
|  |                                                               |
|  | Elrhazosaurus                                                 |
|  |                                                               |

|  | Valdosaurus   |
|  |               |
|  | Elrhazosaurus |
|  |               |

|  | Dysalotosaurus                                                |
|  |                                                               |
|  | \| \| Valdosaurus \| \| \| \| \| \| Elrhazosaurus \| \| \| \| |
|  |                                                               |
|  | Valdosaurus                                                   |
|  |                                                               |
|  | Elrhazosaurus                                                 |
|  |                                                               |

|  | Valdosaurus   |
|  |               |
|  | Elrhazosaurus |
|  |               |

|  | Muttaburrasaurus |
|  |                  |
|  | Rhabdodon        |
|  |                  |
|  | Zalmoxes         |
|  |                  |

|  | Dysalotosaurus                                                |
|  |                                                               |
|  | \| \| Valdosaurus \| \| \| \| \| \| Elrhazosaurus \| \| \| \| |
|  |                                                               |
|  | Valdosaurus                                                   |
|  |                                                               |
|  | Elrhazosaurus                                                 |
|  |                                                               |

|  | Valdosaurus   |
|  |               |
|  | Elrhazosaurus |
|  |               |

|  | Dysalotosaurus                                                |
|  |                                                               |
|  | \| \| Valdosaurus \| \| \| \| \| \| Elrhazosaurus \| \| \| \| |
|  |                                                               |
|  | Valdosaurus                                                   |
|  |                                                               |
|  | Elrhazosaurus                                                 |
|  |                                                               |

|  | Valdosaurus   |
|  |               |
|  | Elrhazosaurus |
|  |               |

|  | Dysalotosaurus                                                |
|  |                                                               |
|  | \| \| Valdosaurus \| \| \| \| \| \| Elrhazosaurus \| \| \| \| |
|  |                                                               |
|  | Valdosaurus                                                   |
|  |                                                               |
|  | Elrhazosaurus                                                 |
|  |                                                               |

|  | Valdosaurus   |
|  |               |
|  | Elrhazosaurus |
|  |               |

|  | Dysalotosaurus                                                |
|  |                                                               |
|  | \| \| Valdosaurus \| \| \| \| \| \| Elrhazosaurus \| \| \| \| |
|  |                                                               |
|  | Valdosaurus                                                   |
|  |                                                               |
|  | Elrhazosaurus                                                 |
|  |                                                               |

|  | Valdosaurus   |
|  |               |
|  | Elrhazosaurus |
|  |               |

|  | Dysalotosaurus                                                |
|  |                                                               |
|  | \| \| Valdosaurus \| \| \| \| \| \| Elrhazosaurus \| \| \| \| |
|  |                                                               |
|  | Valdosaurus                                                   |
|  |                                                               |
|  | Elrhazosaurus                                                 |
|  |                                                               |

|  | Valdosaurus   |
|  |               |
|  | Elrhazosaurus |
|  |               |

|  | Dysalotosaurus                                                |
|  |                                                               |
|  | \| \| Valdosaurus \| \| \| \| \| \| Elrhazosaurus \| \| \| \| |
|  |                                                               |
|  | Valdosaurus                                                   |
|  |                                                               |
|  | Elrhazosaurus                                                 |
|  |                                                               |

|  | Valdosaurus   |
|  |               |
|  | Elrhazosaurus |
|  |               |

|  | Dysalotosaurus                                                |
|  |                                                               |
|  | \| \| Valdosaurus \| \| \| \| \| \| Elrhazosaurus \| \| \| \| |
|  |                                                               |
|  | Valdosaurus                                                   |
|  |                                                               |
|  | Elrhazosaurus                                                 |
|  |                                                               |

|  | Valdosaurus   |
|  |               |
|  | Elrhazosaurus |
|  |               |

|  | Dysalotosaurus                                                |
|  |                                                               |
|  | \| \| Valdosaurus \| \| \| \| \| \| Elrhazosaurus \| \| \| \| |
|  |                                                               |
|  | Valdosaurus                                                   |
|  |                                                               |
|  | Elrhazosaurus                                                 |
|  |                                                               |

|  | Valdosaurus   |
|  |               |
|  | Elrhazosaurus |
|  |               |

## Levenswijze
Dysalotosaurus leefde in een dicht begroeid kustgebied met een droog en nat seizoen. Hij werd wellicht bejaagd door Elaphrosaurus.
In 2012 bepaalde Hübner een groeicurve. Dysalotosaurus werd vermoedelijk tussen het zesde en tiende levensjaar geslachtsrijp, vlak na een relatieve groeispurt. De grootste gevonden individuen waren ongeveer zestien jaar oud maar hadden hun maximumgrootte kennelijk nog niet bereikt. Er was kennelijk geen ingebouwde groeistop. Hübner schatte het uiteindelijk bereikte gewicht op zo'n 110 kilogram. Het groeitempo lag relatief laag, gelijk aan een kangoeroe van dezelfde grootte.
Uit de vorm van het slakkenhuis blijkt dat Dysalotosaurus geluiden kon waarnemen tussen de 350 en 3850 hertz met een optimale gevoeligheid bij 2100 Hz. Dat ligt tussen de waarden die typisch zijn voor krokodillen, die gespecialiseerd zijn in het horen van lage trillingen, en loopvogels die voor vogels een beperkt vermogen hebben hoge geluiden te horen. Doordat het slakkenhuis met 9,67 millimeter vrij kort was, zou het dier geen goed onderscheid hebben kunnen maken tussen lage en hoge trillingen en er waren geen pneumatische holten om dit te compenseren.

## Oudste bewijs voor virussen
In 2011 ontdekten paleontologen Florian Witzmann, Oliver Hampe en hun collegae van het Museum voor natuurkunde in Berlijn dat misvormingen in sommige van de botten van Dysalotosaurus waarschijnlijk veroorzaakt waren door virale infecties die erg lijken op de ziekte van Paget, een moderne ziekte die veroorzaakt wordt door paramyxovirussen. De binnenkant van de botten wordt afgebroken terwijl de buitenkant wordt opgebouwd. Dit leidt tot een verdikking van de buitenste laag. Deze vondst bij Dysalotosaurus is het oudste bewijs voor virale infecties tot nu toe bekend.